# Waldemar Surosz
Waldemar Surosz – polski biolog, oceanograf, dr hab. nauk o Ziemi, profesor uczelni Instytutu Oceanografii, dziekan Wydziału Oceanografii i Geografii Uniwersytetu Gdańskiego.

## Życiorys
9 czerwca 1995 obronił pracę doktorską Wzrost wybranych gatunków fitoplanktonu bałtyckiego w obecności metali ciężkich, 19 listopada 2010 habilitował się na podstawie pracy zatytułowanej Wieloaspektowa analiza taksonomiczna bałtyckiej populacji Aphanizomenon flos-aquae(L.) Ralfs ex Bornet et Flahault. Otrzymał nominację profesorską.
Piastuje stanowisko profesora uczelni w Instytucie Oceanografii, a także zastępcy przewodniczącego Komitetu Badań Morza na III Wydziale Nauk Ścisłych i Nauk o Ziemi Polskiej Akademii Nauk. Był dziekanem na Wydziale Oceanografii i Geografii Uniwersytetu Gdańskiego.